# Pedro Vander Linden

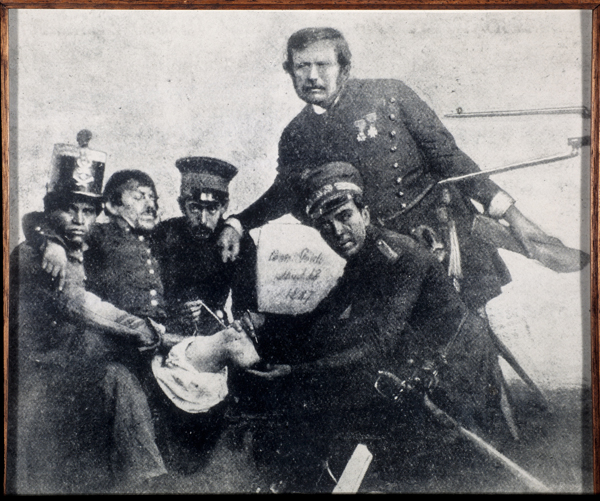
Vander Linden, rechtstaand, toont een Mexicaans soldaat bij wie hij een been amputeerde.

Pedro Vander Linden, oorspronkelijk Pierre Van der Linden (Brussel, 27 juni 1804 – Guadalajara, 15 november 1860), was een militair arts in de 19e eeuw. Hij werkte achtereenvolgens in Parijs en Brussel en was generaal in Mexico.

## Levensloop
Van der Linden was een zoon van notaris Jean-Baptiste Van der Linden en Catharina De Waefelaer. Hij groeide op in Brussel, tijdens het Franse bewind en het Nederlands bewind in België.

### Bologna

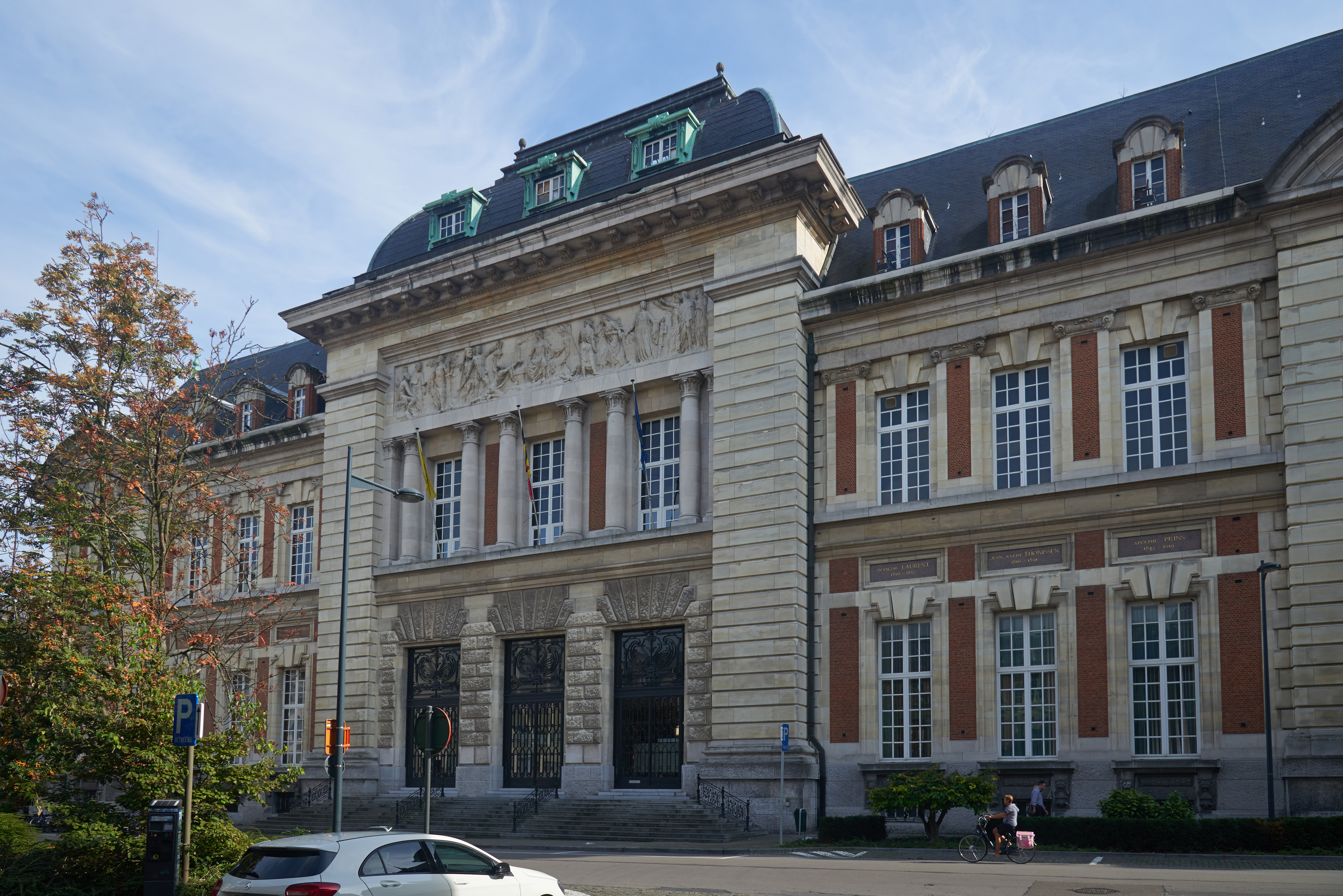
De rechtbank van Leuven veroordeelde hem wegens fraude (1833)

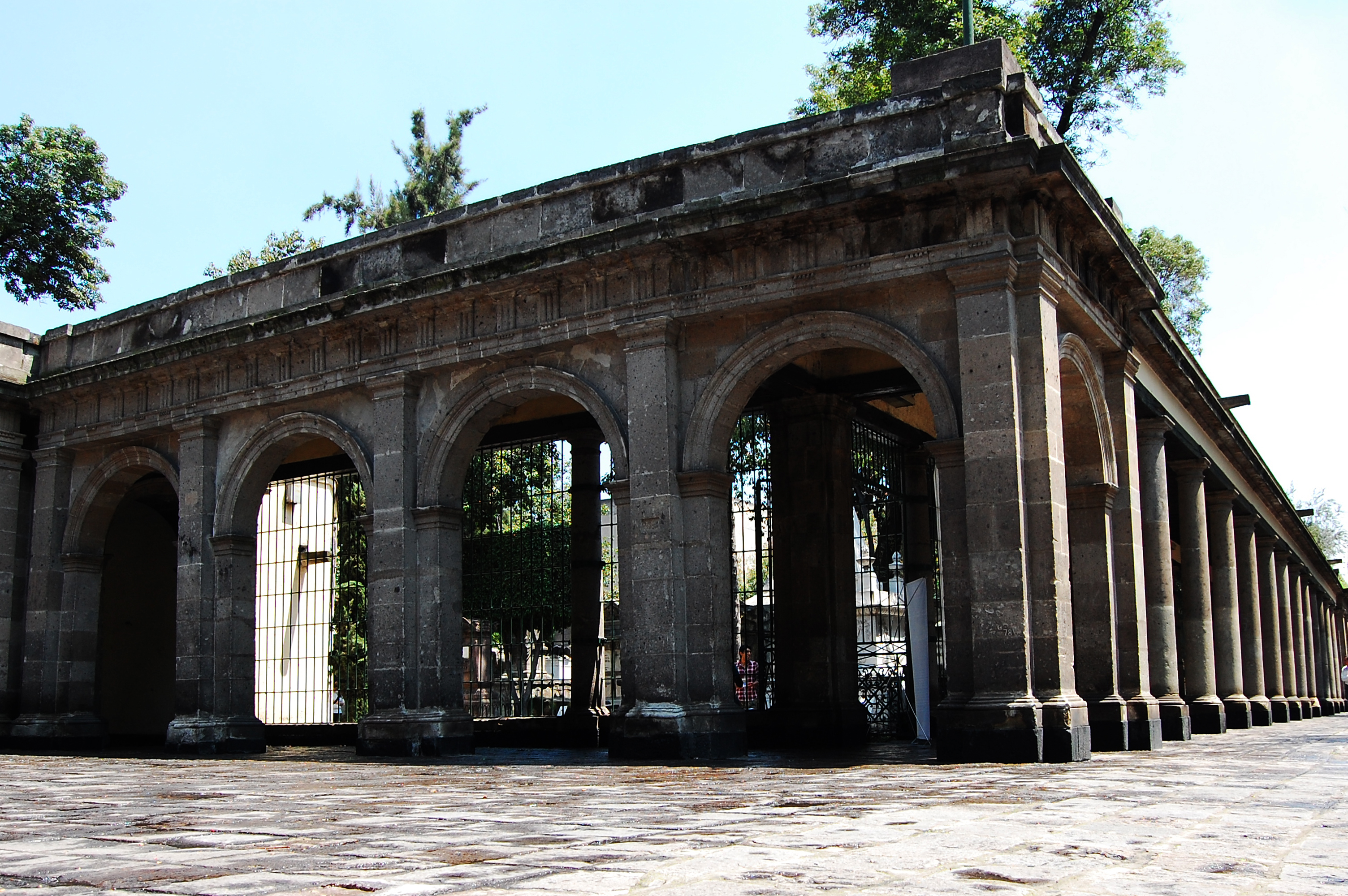
Panteon van San Fernando in Mexico. Hier ligt hij begraven, naast grote figuren uit het Mexicaans verleden.

Omwille van briljante middelbare studies verkreeg hij een studiebeurs voor de universiteit van Bologna. In Bologna studeerde hij al zijn jaren geneeskunde en behaalde het einddiploma in 1827.

### Parijs
Als arts was hij werkzaam in Parijs van 1828 tot 1831. Karel X, koning van Frankrijk, had hem een vergunning gegeven om de geneeskunde uit te oefenen in Parijs. Van der Linden volgde eerst een stage in Parijs. Daarnaast vervulde hij enkele officiële medische functies zowel bij de burgerlijke als de militaire overheid van Parijs. Omwille van de rol van zijn broer Joseph Van der Linden in het Voorlopig Bewind van het jonge België, geraakte hijzelf in de ban van de Belgische onafhankelijkheid. Hij liet Parijs achter en wenste in het nieuwe België een militaire en medische rol te spelen.

### Brussel
In 1831 werd Van der Linden benoemd als lid van de medische commissie van de provincie Brabant. Deze commissie had de handen vol met de cholera-epidemie in Brabantse steden (1832). Daarnaast werd hij benoemd tot arts bij het militair commando van Brussel (1832), alsook tot arts van de Koninklijke Militaire School (1833). In 1833 brak een schandaal los rond zijn persoon: de rechtbank van Leuven veroordeelde hem omdat hij via frauduleus medisch onderzoek rekruten afgekeurd had van legerdienst. Hij werd gestraft met 2 jaar gevangenisstraf en werd 5 jaar vervallen verklaard van zijn burgerlijke rechten. Koning Leopold I van België verleende hem oneervol ontslag uit het Belgisch leger (1834); Van der Linden wilde geen veroordeling afwachten door het Militair Hooggerechtshof in Brussel. Hij trok weg naar Mexico.

### Mexico
Pierre Van der Linden nam het Mexicaans staatsburgerschap aan. Hij veranderde zijn naam in Pedro Vander Linden. In 1837 werd hij benoemd tot chirurg in het Mexicaans leger. Het is onbekend waar Vander Linden een chirurgische opleiding genoten heeft. Vander Linden ontplooide er zijn plannen om in Mexico-stad een militair hospitaal te bouwen. Hij stelde zich in dienst van de sterke man, generaal de Santa Anna. Vander Linden kreeg de graad van kolonel en werd diensthoofd van het militair ziekenhuis niet van Mexico-stad, maar wel deze van Guadalajara, in de staat Jalisco (1841). In 1845 benoemde generaal-dictator de Santa Anna hem tot inspecteur-generaal van de medische dienst van het Mexicaans leger. De rang van generaal werd hem onmiddellijk daarna verleend. In 1846 mocht generaal Vander Linden zijn droom realiseren: de bouw van een militair hospitaal in Mexico-stad. Hij bouwde het ziekenhuis uit met ambulanciers om gekwetste soldaten snel tot in Mexico-stad te krijgen.
Vander Linden schreef een bizarre brief (1845) naar Leopold I, die hem uit het Belgisch leger had gezet. Hij vroeg dat de Belgische regering Mexicaans Californië zou opkopen. Californië was toen nog geen Amerikaanse staat. Vander Linden verkoos dat de Belgen dit gebied opkochten, liever dan dat de Amerikanen het annexeerden. Van Belgische zijde werd nooit op zijn brief gereageerd.
In 1846 brak de Mexicaans-Amerikaanse oorlog uit, die duurde tot 1848. Generaal Vander Linden vergezelde generaal-dictator de Santa Anna op de slagvelden. Vander Linden deed er de ene amputatie na de andere.  Hij organiseerde het transport van gekwetsten, alsook een soort van humanitaire dienst in het Mexicaans leger. Hij ontmoette de Amerikaanse generaal Wool om humanitaire afspraken te maken, en dit na de Slag om Mexico-stad. In 1848, met de vrede van Guadalupe Hidalgo, verloor Mexico veel grondgebied; dictator de Santa Anna vluchtte naar het buitenland. Doch de dictator kwam terug in 1853. Als gevolg rees de ster van Vander Linden opnieuw. Vander Linden opende een nieuw militair hospitaal in San Cosme (1855). Hij gaf het hospitaal de naam van de Santa Anna, zijn politieke beschermheer. In 1860 stierf generaal Vander Linden tijdens een epidemie van buiktyfus in Guadalajara.
Vander Linden huwde in Mexico en kreeg er een dochter. Hij richtte er een tijdschrift over traumatologie op: Boletín del cuerpo médico militar.

## Eerbewijzen
In 1861 vernam de Belgische minister van Buitenlandse zaken, Charles Rogier, het overlijden van Van der Linden. Rogier steunde twee publicaties die lovend spraken over het werk van Van der Linden in Mexico, één in het Belgisch Staatsblad en één in de Archives belges de Médecine militaire.
De Mexicanen eerden zijn nagedachtenis door in 1932 het stoffelijk overschot te begraven in het Panteon van San Fernando in Mexico-stad. Hier liggen de grote Mexicaanse helden begraven.